# ناتسومی آبه
ناتسومی آبه (انگلیسی: Natsumi Abe؛ زادهٔ ۱۰ اوت ۱۹۸۱) موسیقی‌دان اهل ژاپن است.